# Laisse-moi entrer (roman)
Laisse-moi entrer (titre original en suédois : Låt den rätte komma in), également connu sous les noms Let Me In et Let the Right One In, est un roman de fantastique et d'horreur de l'écrivain suédois John Ajvide Lindqvist paru en Suède en 2004 puis en France le 11 mars 2010. Il raconte l'histoire d'une relation entre un garçon de douze ans et une enfant vampire âgée de plusieurs siècles. L'histoire se déroule dans Blackeberg, une banlieue ouvrière de Stockholm, dans le début des années 1980. Le livre se concentre sur le côté sombre de l'humanité, sur l'intimidation, la drogue, le vol, la pédophilie, la prostitution et l'assassinat, et sur les thèmes du surnaturel.
Le livre est un succès d'édition en Suède et a été traduit en danois, allemand, néerlandais, russe, anglais, chinois, français, italien, espagnol, polonais et norvégien. Une version cinématographique suédoise du même nom, intitulée Morse en français, réalisée par Tomas Alfredson, est sortie en 2008. Une adaptation cinématographique américaine, réalisée par Matt Reeves et prenant place cette fois au Nouveau-Mexique est sortie le 1er octobre 2010, intitulé Let Me In, Laisse-moi entrer en français. Une adaptation en série télévisée, réalisée par Andrew Hinderaker et prenant place cette fois à New York est sortie en 2022, intitulée Let the Right One In.

## Synopsis
Oskar est un jeune garçon de 12 ans qui est un souffre-douleur à l'école. Il vit avec sa mère, affectueuse, avec qui il entretient de bonnes relations. Son père est alcoolique et vit à la campagne. Oskar est intelligent, il s'intéresse à la criminalité et à la médecine légale et il remplit un album de coupures de journaux sur les meurtres. Il se lie d'amitié avec une nouvelle fille, Eli, qui a emménagé à côté de chez lui. Celle-ci vit avec son père, Håkan, un ancien enseignant qui a été congédié et qui est devenu vagabond sans-abri depuis que la police a découvert qu'il était pédophile. Eli révèle à Oskar qu'elle est un vampire, mais cela ne le dérange pas, car les deux enfants ont développé une grande amitié et ne veulent donc plus se quitter même pour cette raison. Tout au long du récit leur relation grandit, ils deviennent les meilleurs amis, ou peut-être plus…